# Красношапочный пёстрый голубь
Красношапочный пёстрый голубь (лат. Ptilinopus mercierii) — вымерший вид птиц семейства голубиных. Являлся эндемиком Французской Полинезии. Последняя запись относилась к подвиду Ptilinopus mercierii tristrami на Хива-Оа в 1922 году. Его исчезновение объясняется хищничеством интродуцированного виргинского филина (Bubo virginianus), а также завезённых крыс и кошек. В 1994 году был внесён в список вымерших видов Красной книги Международного союза охраны природы.

## Описание
Красношапочный пёстрый голубь достигал длины от 21 до 23 см. Голова, грудь и шея были голубовато-серыми, а хвост был коротким, почти квадратным. Нижние части тела были золотисто-жёлтого цвета. У молодых птиц было меньше жёлтого на задней части шеи и макушке. Грудь была зелёного цвета и имела светло-желтоватую окраску на периферии перьев. Пуховые перья были жёлто-белыми.
Он был внешне похож на белошапочного пёстрого голубя (Ptilinopus dupetithouarsii).

## Распространение и местообитания
Красношапочный пёстрый голубь был эндемиком для Маркизских островов во Французской Полинезии. Номинативный подвид был обнаружен на острове Нуку-Хива, а подвид Ptilinopus mercierii tristrami был найден на острове Хива-Оа. Описанный как древесный, красношапочный пёстрый голубь населял горные леса, как правило, выше по высоте над уровнем моря, чем белошапочный пёстрый голубь, при высоте не менее 1370 м над уровнем моря.

## Статус и сохранение
В 1988 году красношапочный пёстрый голубь был включён в Красную книгу Международного союза охраны природы, как вымирающий вид. Однако в 1994 году он был переоценён, как вымерший. Причина его исчезновения объяснялась хищничеством ввезённых крыс, кошек и виргинских филинов (Bubo virginianus). Последняя встреча произошла в 1922 году на полинезийском острове Хива-Оа с подвидом Ptilinopus mercierii tristrami.